# Linka M1 (metro ve Varšavě)
M1 je jedna ze dvou linek metra v polské Varšavě.

## Historie

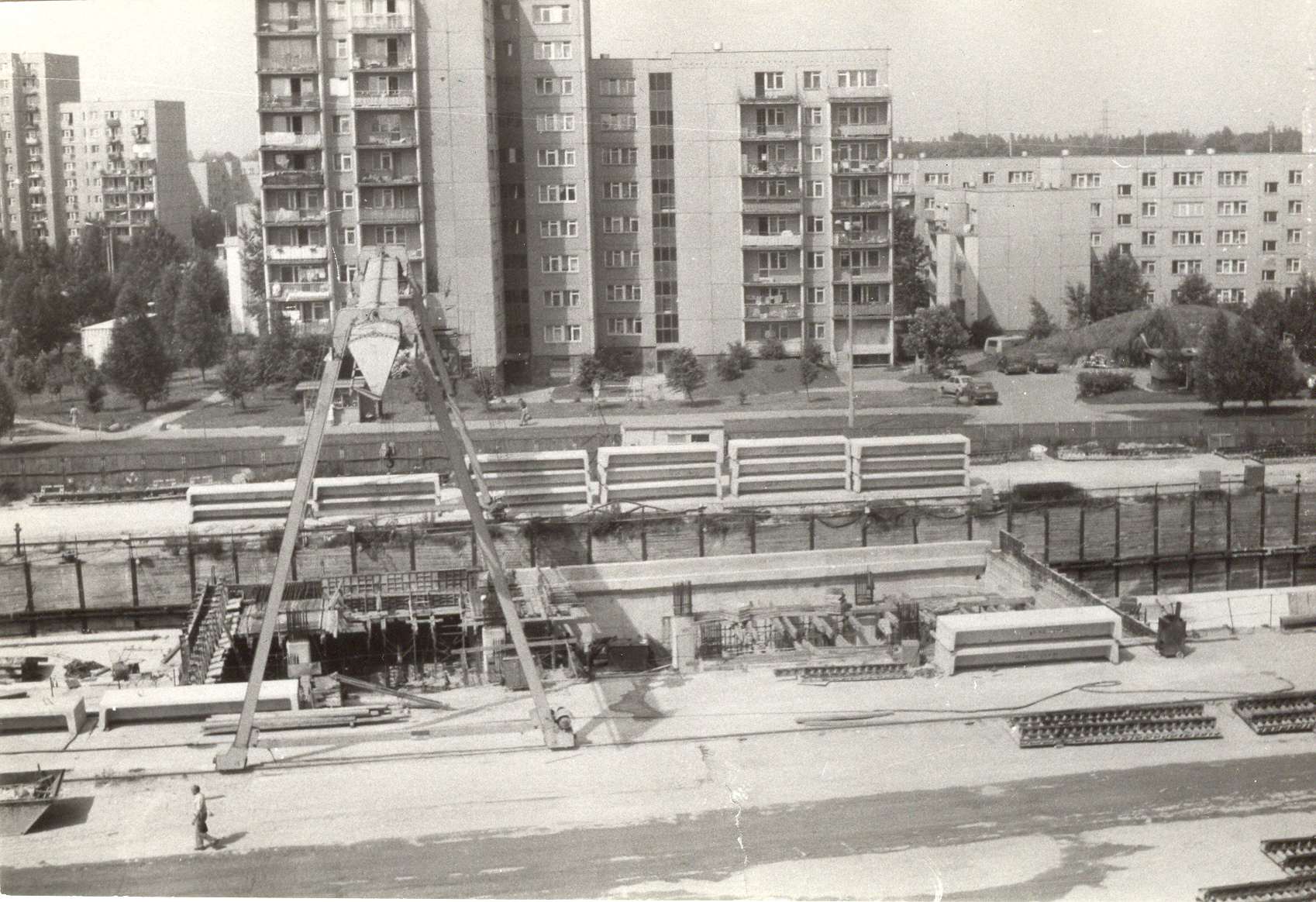
Stanice Ursynów ve výstavbě v červnu 1986

První náměty na stavbu metra ve Varšavě přišly již po 1. světové válce. Stavět se začalo 15. dubna 1983. Ekonomická situace Polska však v této době nebyla dobrá, práce na stavbě se zpomalovaly a v roce 1989 došlo k dočasnému úplnému zastavení prací. 5. března 1994 proběhl den otevřených dveří, kdy si lidé mohli prohlédnout nové stanice metra. 14. února 1995 proběhla kontrola technické připravenosti linky, bylo však nutné provést ještě několik úprav; stavba tak byla schválena přibližně o měsíc později. Depo bylo vybudováno ve stanici Kabaty, jedno depo má tato linka dodnes. První úsek s jedenácti stanicemi byl otevřen 7. května 1995 ve 12 hodin a měl délku 11,5 kilometrů. Otevírání dalších úseků shrnuje následující tabulka:
| Úsek                           | Datum otevření    |
| ------------------------------ | ----------------- |
| Kabaty - Politechnika          | 7. dubna 1995     |
| Politechnika - Centrum         | 26. května 1998   |
| Centrum - Ratusz               | 11. května 2001   |
| Ratusz - Dworzec Gdański       | 20. prosince 2003 |
| Dworzec Gdański - Plac Wilsona | 8. dubna 2005     |
| Plac Wilsona - Marymont        | 29. prosince 2006 |
| Marymont - Słodowiec           | 23. dubna 2008    |
| Słodowiec – Młociny            | 25. října 2008    |

## Seznam stanic
- Młociny
- Wawrzyszew
- Stare Bielany
- Słodowiec
- Marymont
- Plac Wilsona (Wilsonovo náměstí)
- Dworzec Gdański (Gdaňské Nádraží)
- Ratusz Arsenał (Radnice
Arzenál)
- Świętokrzyska
- Centrum
- Politechnika (Polytechnická Univerzita)
- Pole Mokotowskie
- Racławicka
- Wierzbno
- Wilanowska
- Służew
- Ursynów
- Stokłosy
- Imielin
- Natolin
- Kabaty

## Technické údaje
- Délka: 23 km
- počet stanic: 21
- Délka peronů: 120 m
- Hloubky stanic: od 6,2 do 12,2 m
- Průměrná vzdálenost mezi stanicemi: okolo 1000 m
- Rozchod kolejí: 1435 mm
- Maximální stoupání: 3,1%
- Intervaly ve špičce: 2 minuty 20 sekund
- Maximální rychlost: 80 km/h
- Čas projetí celé trasy: 38 min
- Počet cestujících: 280 000 - 500 000 denně
- Nejkratší vzdálenost mezi stanicemi: 577 m
- Nejdelší vzdálenost mezi stanicemi: 1534 m

## Počet cestujících
| Ozn.   | Název stanice    | Roční počet pasažerů v jednotlivých stanicích | Roční počet pasažerů v jednotlivých stanicích | Roční počet pasažerů v jednotlivých stanicích | Roční počet pasažerů v jednotlivých stanicích | Roční počet pasažerů v jednotlivých stanicích | Roční počet pasažerů v jednotlivých stanicích | Roční počet pasažerů v jednotlivých stanicích | Roční počet pasažerů v jednotlivých stanicích | Roční počet pasažerů v jednotlivých stanicích | Roční počet pasažerů v jednotlivých stanicích | Roční počet pasažerů v jednotlivých stanicích |
| Ozn.   | Název stanice    | 2004                                          | 2005                                          | 2006                                          | 2007                                          | 2008                                          | 2009                                          | 2010                                          | 2011                                          | 2012                                          | 2013                                          | 2014                                          |
| ------ | ---------------- | --------------------------------------------- | --------------------------------------------- | --------------------------------------------- | --------------------------------------------- | --------------------------------------------- | --------------------------------------------- | --------------------------------------------- | --------------------------------------------- | --------------------------------------------- | --------------------------------------------- | --------------------------------------------- |
| A1     | Kabaty           | 4 578 184                                     | 4 870 000                                     | 5 250 000                                     | 5 380 000                                     | 5 470 000                                     | 5 390 000                                     | 5 520 000                                     | 5 430 000                                     | 5 240 000                                     | 6 410 000                                     | 6 460 000                                     |
| A2     | Natolin          | 4 448 350                                     | 4 780 000                                     | 5 050 000                                     | 5 100 000                                     | 5 180 000                                     | 5 000 000                                     | 5 110 000                                     | 5 080 000                                     | 4 870 000                                     | 5 150 000                                     | 5 100 000                                     |
| A3     | Imielin          | 4 469 487                                     | 4 660 000                                     | 5 040 000                                     | 5 220 000                                     | 5 460 000                                     | 5 320 000                                     | 5 460 000                                     | 5 390 000                                     | 5 240 000                                     | 6 150 000                                     | 6 190 000                                     |
| A4     | Stokłosy         | 3 933 221                                     | 4 040 000                                     | 4 290 000                                     | 4 520 000                                     | 4 630 000                                     | 4 570 000                                     | 4 820 000                                     | 4 880 000                                     | 4 690 000                                     | 4 670 000                                     | 4 510 000                                     |
| A5     | Ursynów          | 3 533 004                                     | 3 720 000                                     | 3 910 000                                     | 3 880 000                                     | 3 970 000                                     | 3 820 000                                     | 3 820 000                                     | 3 660 000                                     | 3 510 000                                     | 3 980 000                                     | 3 920 000                                     |
| A6     | Służew           | 5 277 407                                     | 5 640 000                                     | 6 010 000                                     | 6 380 000                                     | 6 780 000                                     | 6 460 000                                     | 6 740 000                                     | 6 630 000                                     | 6 430 000                                     | 6 420 000                                     | 6 480 000                                     |
| A7     | Wilanowska       | 6 144 420                                     | 6 730 000                                     | 7 070 000                                     | 7 300 000                                     | 7 940 000                                     | 7 710 000                                     | 8 140 000                                     | 8 840 000                                     | 9 240 000                                     | 9 000 000                                     | 8 960 000                                     |
| A8     | Wierzbno         | 3 459 779                                     | 3 770 000                                     | 4 040 000                                     | 4 310 000                                     | 4 530 000                                     | 4 510 000                                     | 4 760 000                                     | 4 420 000                                     | 5 680 000                                     | 6 190 000                                     | 6 250 000                                     |
| A9     | Racławicka       | 3 305 896                                     | 3 600 000                                     | 3 880 000                                     | 4 020 000                                     | 4 060 000                                     | 4 060 000                                     | 4 240 000                                     | 4 240 000                                     | 4 010 000                                     | 3 950 000                                     | 3 830 000                                     |
| A10    | Pole Mokotowskie | 5 909 995                                     | 6 030 000                                     | 6 710 000                                     | 7 010 000                                     | 7 460 000                                     | 7 220 000                                     | 7 560 000                                     | 7 750 000                                     | 7 420 000                                     | 8 930 000                                     | 9 020 000                                     |
| A11    | Politechnika     | 7 434 952                                     | 8 540 000                                     | 9 930 000                                     | 10 600 000                                    | 11 340 000                                    | 11 800 000                                    | 12 940 000                                    | 12 790 000                                    | 12 780 000                                    | 15 290 000                                    | 15 390 000                                    |
| A13    | Centrum          | 11 343 431                                    | 13 250 000                                    | 14 990 000                                    | 16 350 000                                    | 18 800 000                                    | 20 010 000                                    | 18 740 000                                    | 17 580 000                                    | 18 700 000                                    | 19 250 000                                    | 19 650 000                                    |
| A14    | Świętokrzyska    | 3 590 663                                     | 4 380 000                                     | 5 170 000                                     | 5 720 000                                     | 6 510 000                                     | 6 980 000                                     | 6 890 000                                     | 6 430 000                                     | 5 150 000                                     | 4 080 000                                     | 4 180 000                                     |
| A15    | Ratusz Arsenał   | 7 783 778                                     | 8 410 000                                     | 9 440 000                                     | 10 720 000                                    | 11 440 000                                    | 10 920 000                                    | 13 470 000                                    | 14 670 000                                    | 14 890 000                                    | 13 460 000                                    | 13 490 000                                    |
| A17    | Dworzec Gdański  | 5 692 969                                     | 5 620 000                                     | 5 260 000                                     | 5 670 000                                     | 6 630 000                                     | 7 610 000                                     | 6 870 000                                     | 7 360 000                                     | 7 580 000                                     | 6 460 000                                     | 6 560 000                                     |
| A18    | Plac Wilsona     | –                                             | 5 390 000                                     | 9 750 000                                     | 10 500 000                                    | 7 380 000                                     | 5 520 000                                     | 5 760 000                                     | 5 550 000                                     | 4 920 000                                     | 4 420 000                                     | 4 390 000                                     |
| A19    | Marymont         | –                                             | –                                             | –                                             | 870 000                                       | 4 990 000                                     | 6 440 000                                     | 6 470 000                                     | 6 590 000                                     | 4 910 000                                     | 4 120 000                                     | 4 080 000                                     |
| A20    | Słodowiec        | –                                             | –                                             | –                                             | –                                             | 2 380 000                                     | 2 880 000                                     | 3 090 000                                     | 3 060 000                                     | 2 810 000                                     | 2 620 000                                     | 2 570 000                                     |
| A21    | Stare Bielany    | –                                             | –                                             | –                                             | –                                             | 330 000                                       | 2 110 000                                     | 2 550 000                                     | 2 700 000                                     | 2 620 000                                     | 3 170 000                                     | 3 110 000                                     |
| A22    | Wawrzyszew       | –                                             | –                                             | –                                             | –                                             | 490 000                                       | 2 970 000                                     | 3 340 000                                     | 3 440 000                                     | 3 180 000                                     | 3 030 000                                     | 2 980 000                                     |
| A23    | Młociny          | –                                             | –                                             | –                                             | –                                             | 520 000                                       | 3 570 000                                     | 3 920 000                                     | 3 930 000                                     | 5 300 000                                     | 10 480 000                                    | 10 590 000                                    |
| Celkem | Celkem           | 80 905 536                                    | 93 420 000                                    | 105 770 000                                   | 113 550 000                                   | 126 290 000                                   | 134 870 000                                   | 140 210 000                                   | 140 420 000                                   | 139 170 000                                   | 147 230 000                                   | 147 710 000                                   |

## Vozový park
Linka M1 je obsluhována třemi typy vozidel. Všechny soupravy jsou šesti vozové. 
Vozy řady 81-717.3, 81-714.3 a 81-572.1, 81-573.1

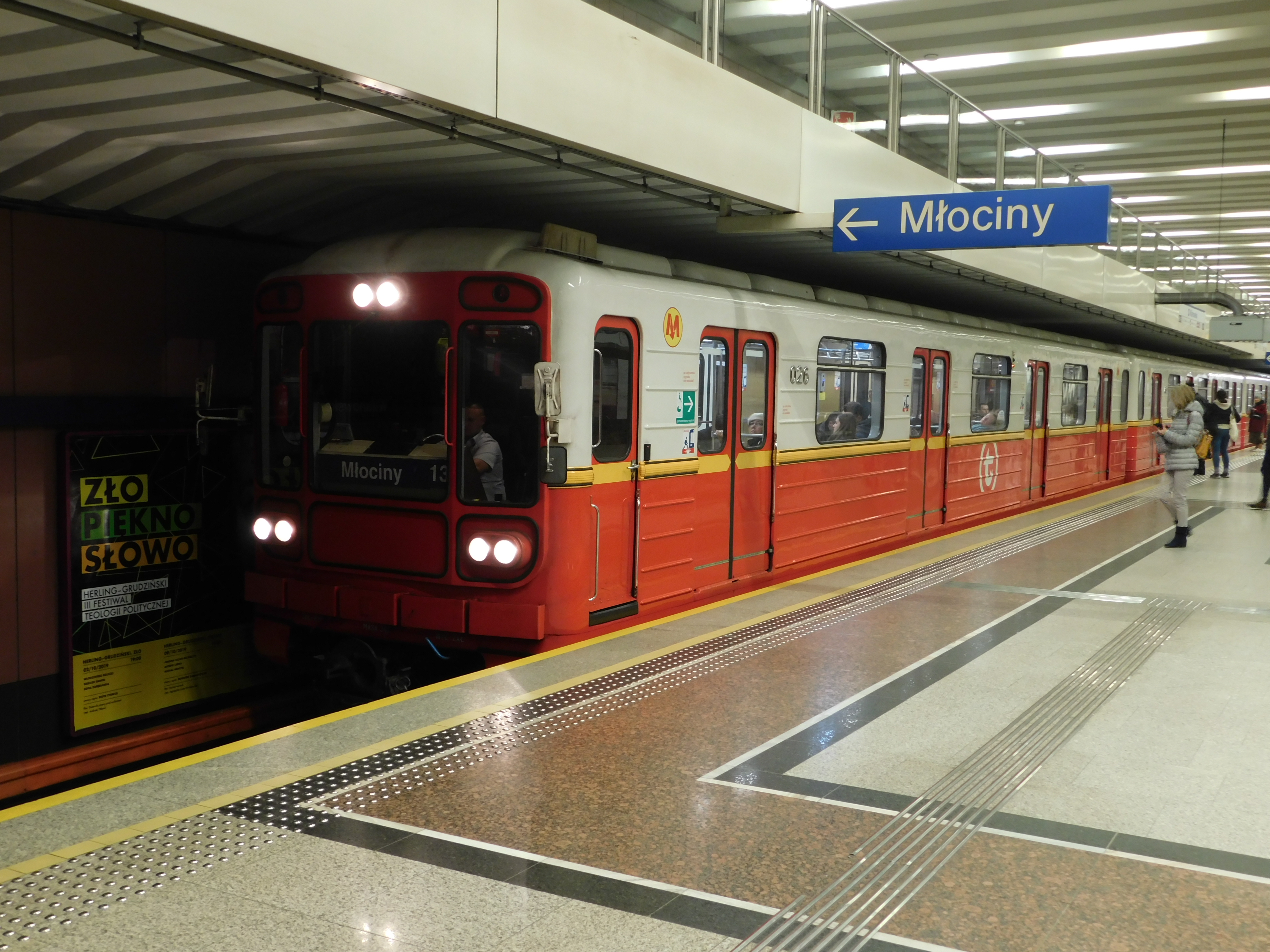
Souprava 81-71 po provedené generální opravě v roce 2019

Od zahájení provoz v roce 1995 dosud je linka obsluhována vozidly série 81-71 z ruského Metrovagonmaše. Mezi lety 2017 - 2021 bylo přestoupeno dílčím modernizacím těchto vozidel. Vyznačuje se změnou barevného schématu (modrý pruh kolem vozů změněn na žlutý). ZTM Warsawa však ohlásila, vzhledem k vysokému kilometrickému proběhu těchto vozidel, obnovu vozového parku, kterou vyhrála se svou nabídkou česká společnost Škoda Transportation. Dodávka nových vozů se předpokládá od roku 2022 a postupně nahradí všechna vozidla z řady 81.
Dodávky vozů 81-717.3, 81-714.3 a 81-572.1, 81-573.1:
- v roce 1990 10 vozů, řady 81-717.3 a 81-714.3, 4 čelní vozy, 6 vložených vozů;
- v roce 1994 32 vozů, řada 81-572 (81-717P) a 81-573 (81-714P), 24 čelních vozů, 8 vložených vozů;
- v roce 1997 18 vozů, řady 81-572.1 a 81-573.1, 2 čelní vozy, 16 vložených vozů;
- v roce 2007 14 vložených vozů;
- v letech 2007 a 2008 16 vložených vozů.

Vozy Alstom Metropolis
22. července 1998 bylo vyřízeno výběrové řízení na dodávku 108 nových vozů metra. Vítězem se stala francouzská společnost Alstom. Tato vozidla vyvinula její španělská pobočka v Barceloně a dodala první čtyři vlaky. Další vozidla vyráběla polská pobočka ve městě Chorzów, známá především z produkce tramvají. Podobně jako vozy řady 81, prošla vozidla Alstom Metropolis omlazovací kúrou, která se opět vyznačuje změnou barevného schématu po vzoru ruských vozů (změna modrého pruhu na žlutý).
Dodávky vozů Alstom Metropolis:
- v roce 2000 – 4 vlaky z Barcelony;
- v roce 2001 – 4 vlaky z Chorzowa;
- v roce 2002 – 5 vlaků z Chorzowa;
- v roce 2004 – 3 vlaky z Chorzowa;
- v roce 2005 – 2 vlaky z Chorzowa.

Vozy Siemens Inspiro
V únoru 2011 byla podepsána smlouva na dodávku 210 moderních vozů vyrobených společností Siemens. Velká část zakázky byla vyrobena v továrně sesterské společnosti Newag v Nowém Sączu. Moderní vozy s názvem „Inspiro“ byly dodány v celkovém počtu 35 vlaků. Vozy jsou na rozdíl od předchozích typů zcela průchozí. První vlaky Inspiro byly vypraveny na linku M1 dne 6. října 2013. Celkem 118 metrů dlouhý vlak přepraví až 1 500 cestujících.
Vozy Škoda Varsovia
Na konci roku 2019 byl podpsán kontrakt na dodávku až 45 nových průchozích souprav, která dodá Škoda Transportation. Základní dodávka je na 37 souprav metra, opce poté může být na dalších osm souprav. Nové šestivozové soupravy pojmou až 1500 cestujících. Jejich maximální rychlost bude 90 km/h. V srpnu 2021 byl představen návrh vzhledu interiéru těchto vozidel, který bude prakticky shodný s vozy Siemens Inspiro. Všechny vozy by měly být dodány do konce roku 2023.

## Galerie

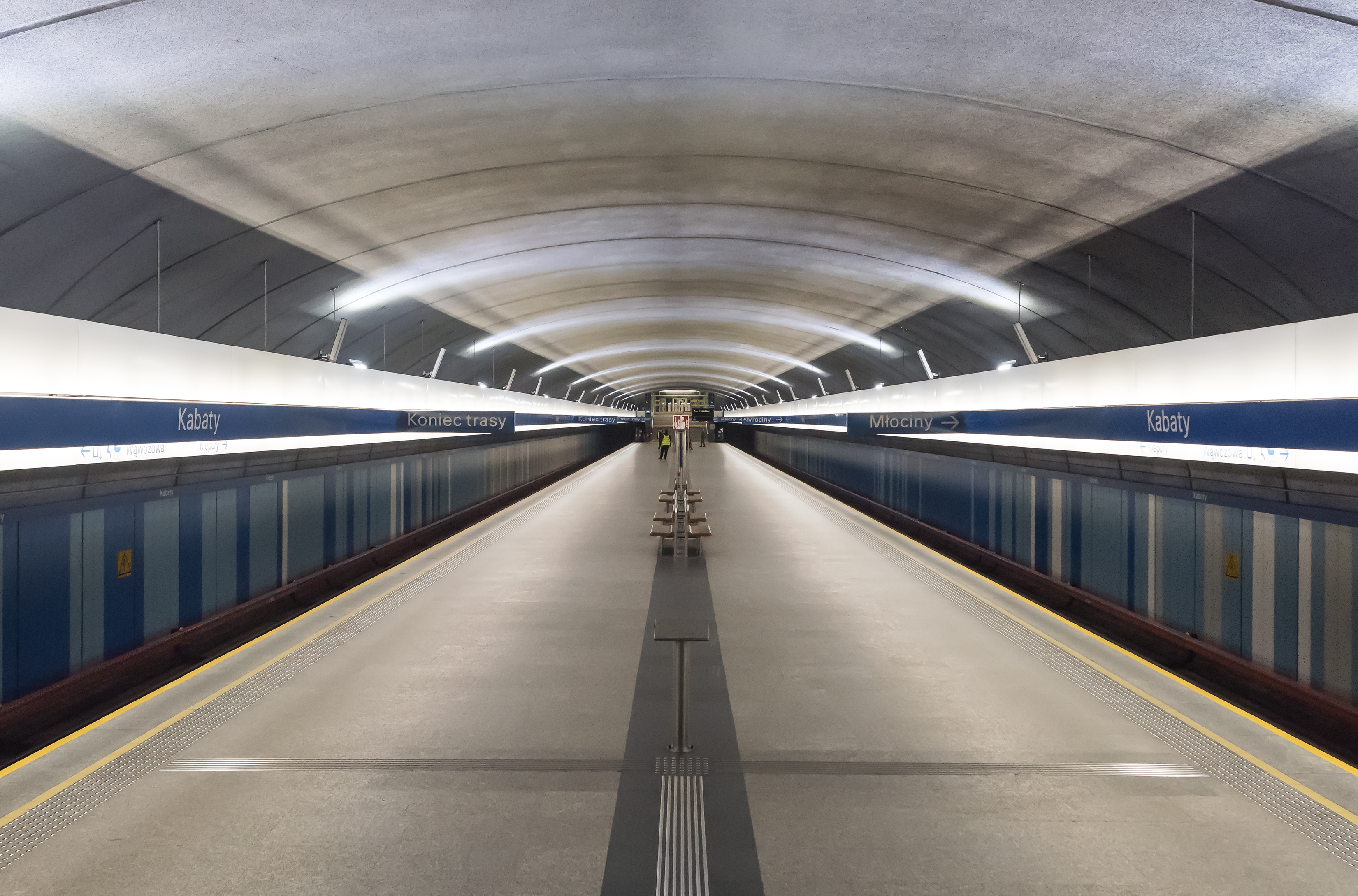
Kabaty
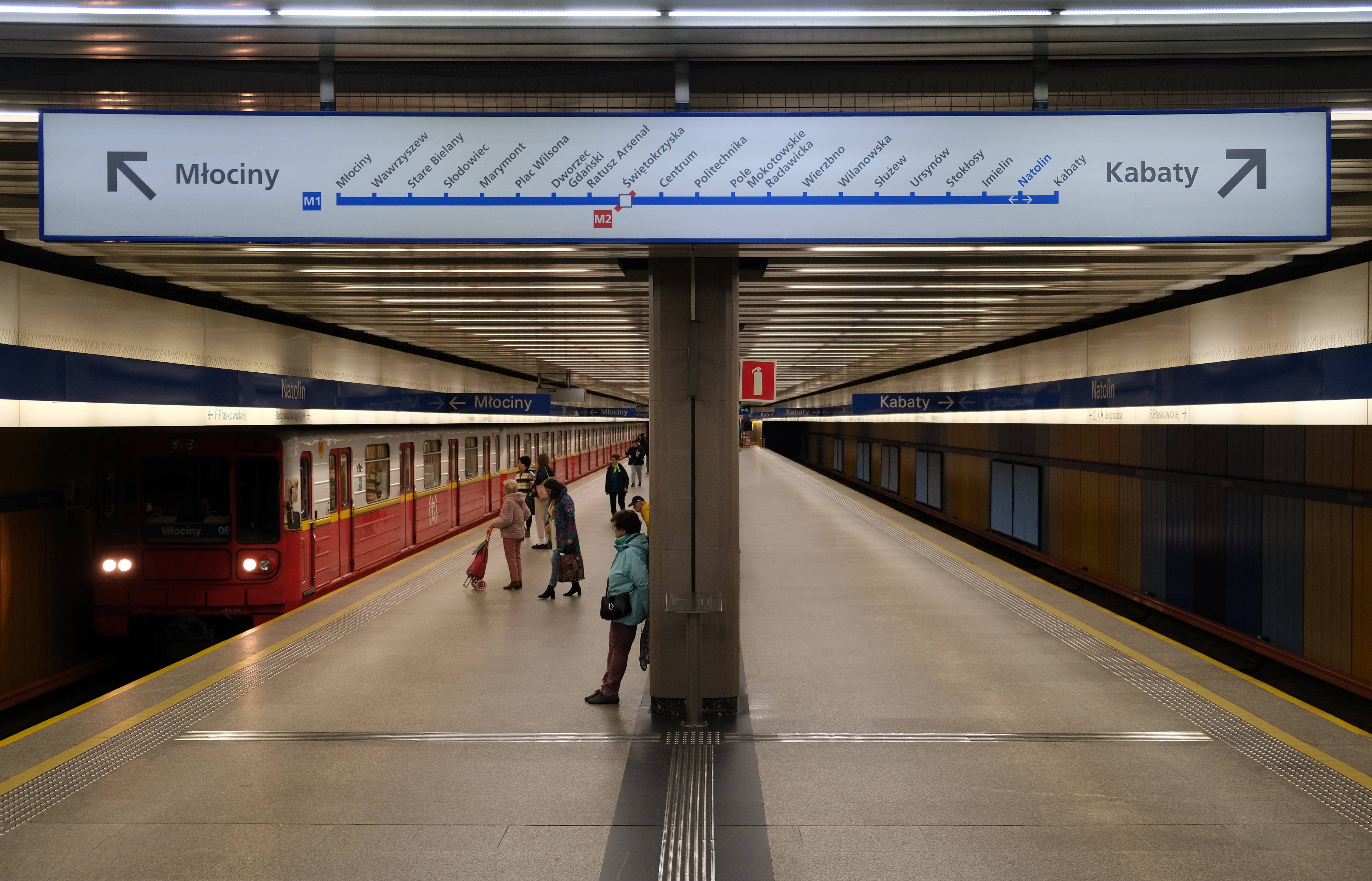
Natolin
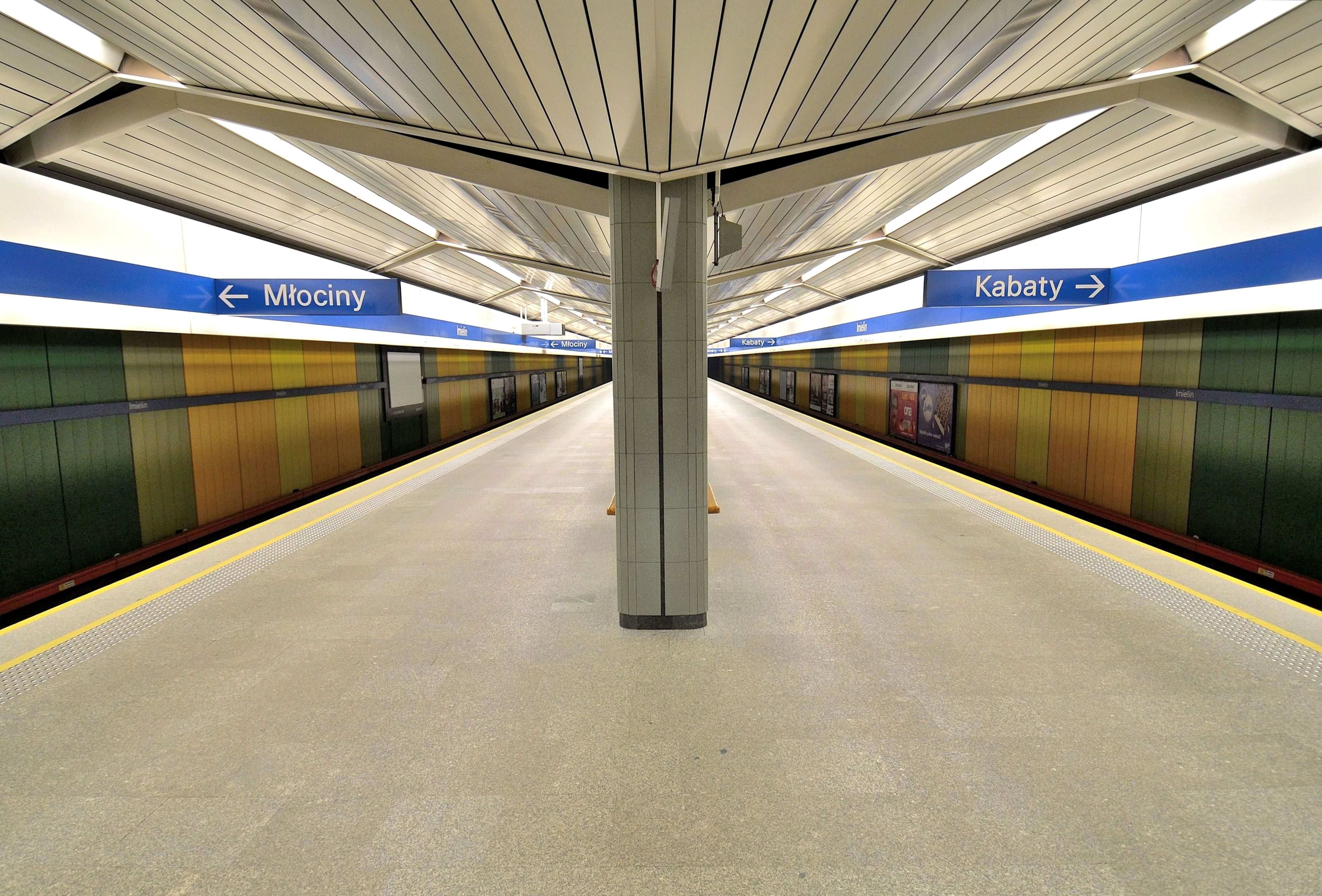
Imielin
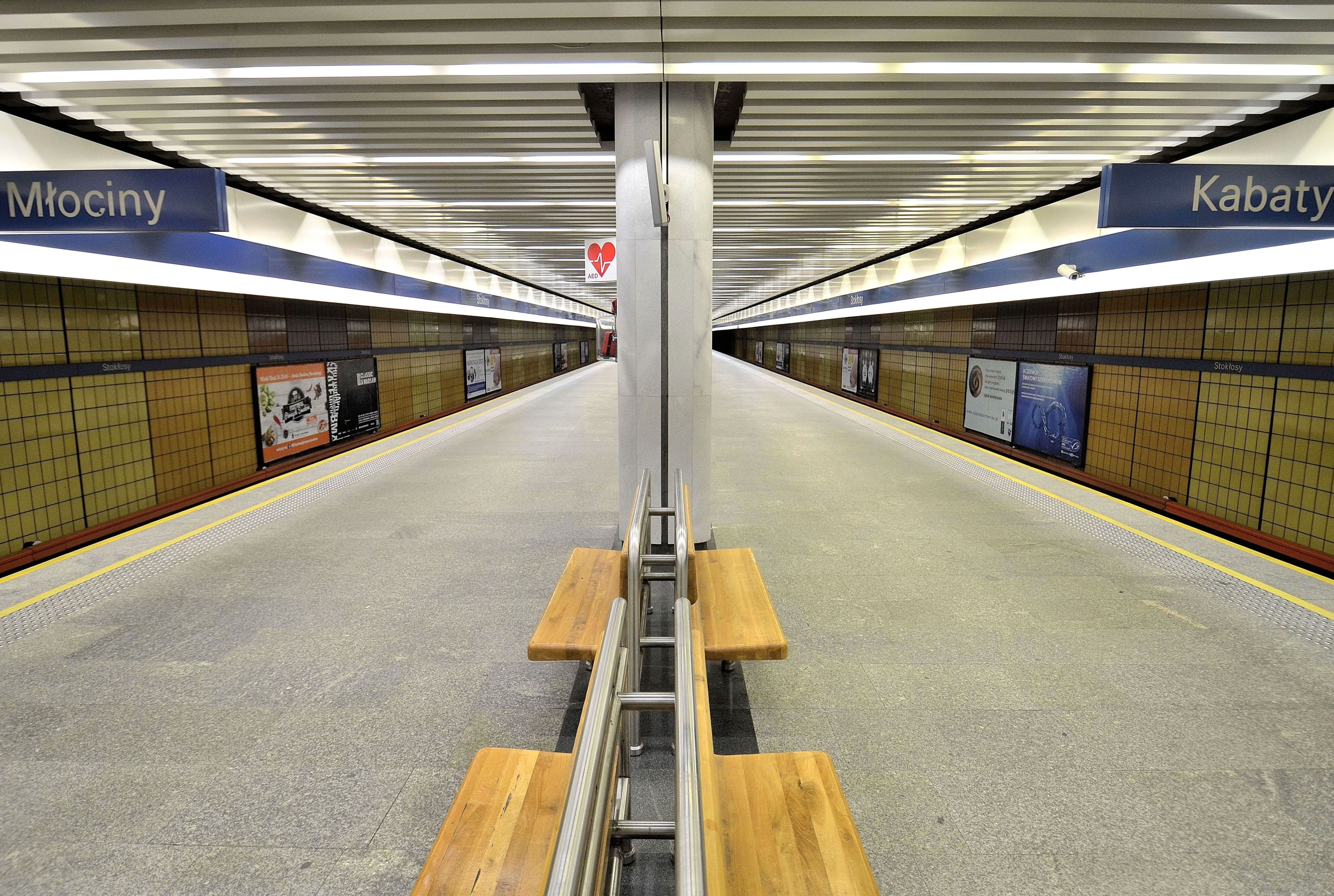
Stokłosy
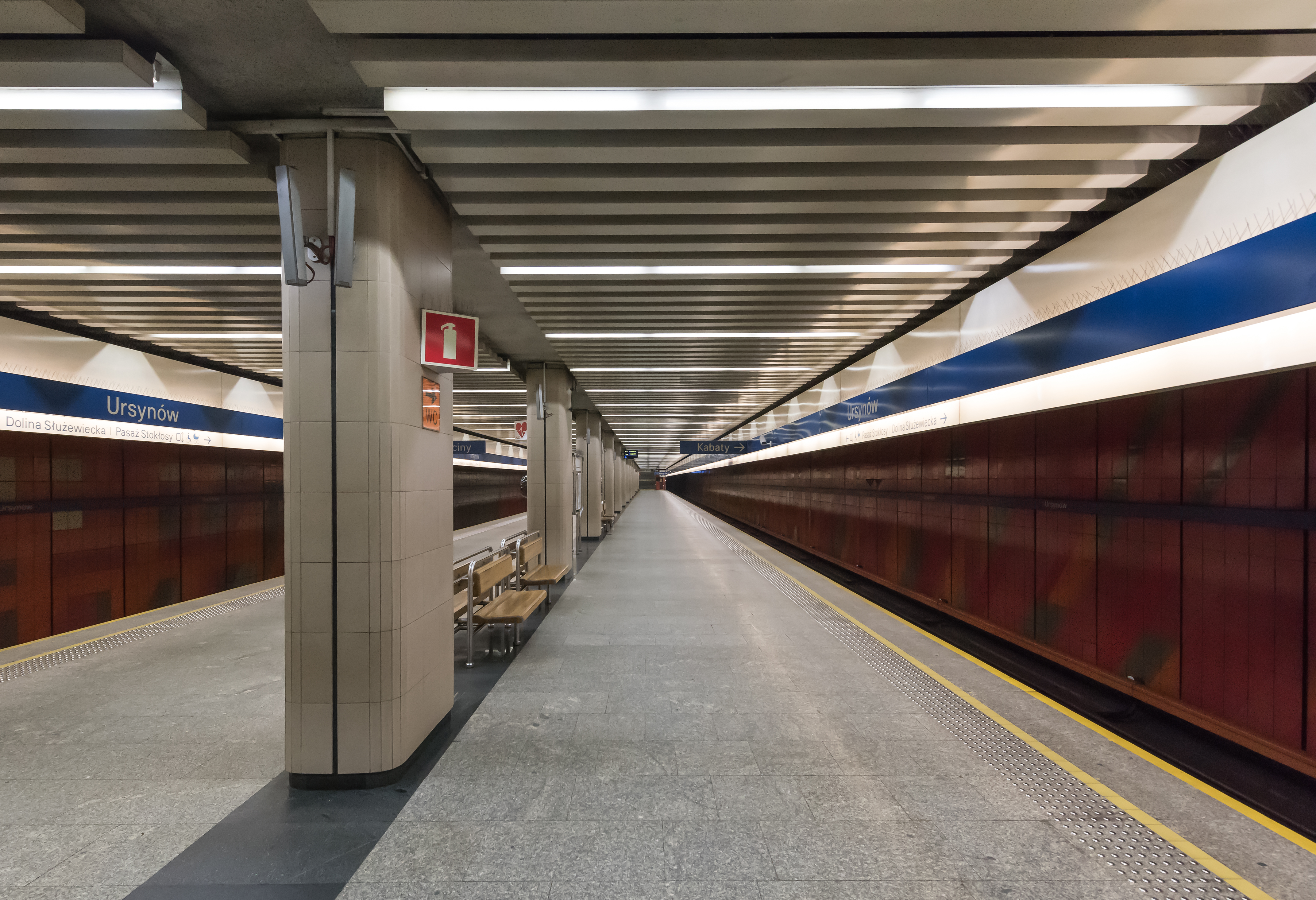
Ursynów
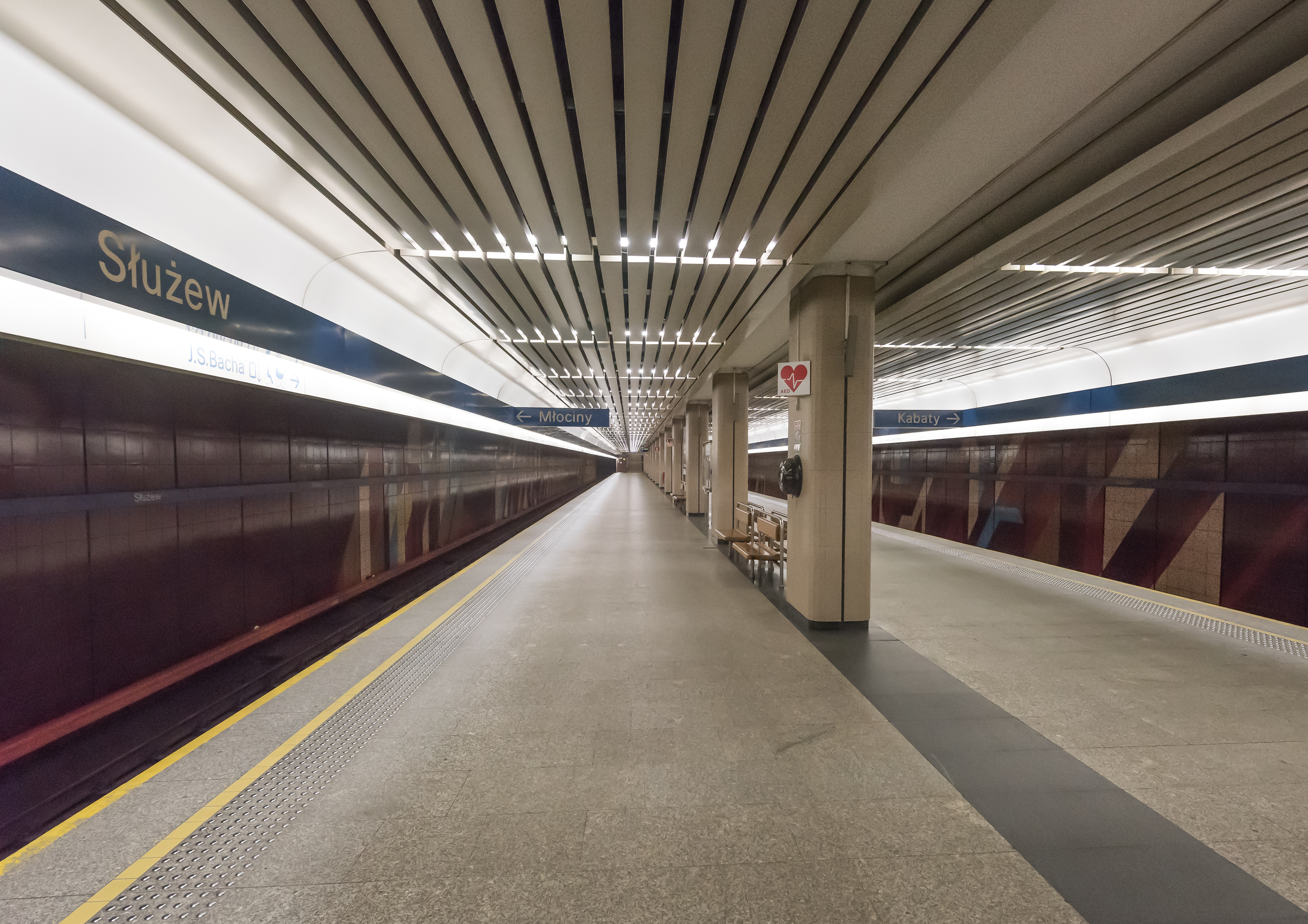
Służew
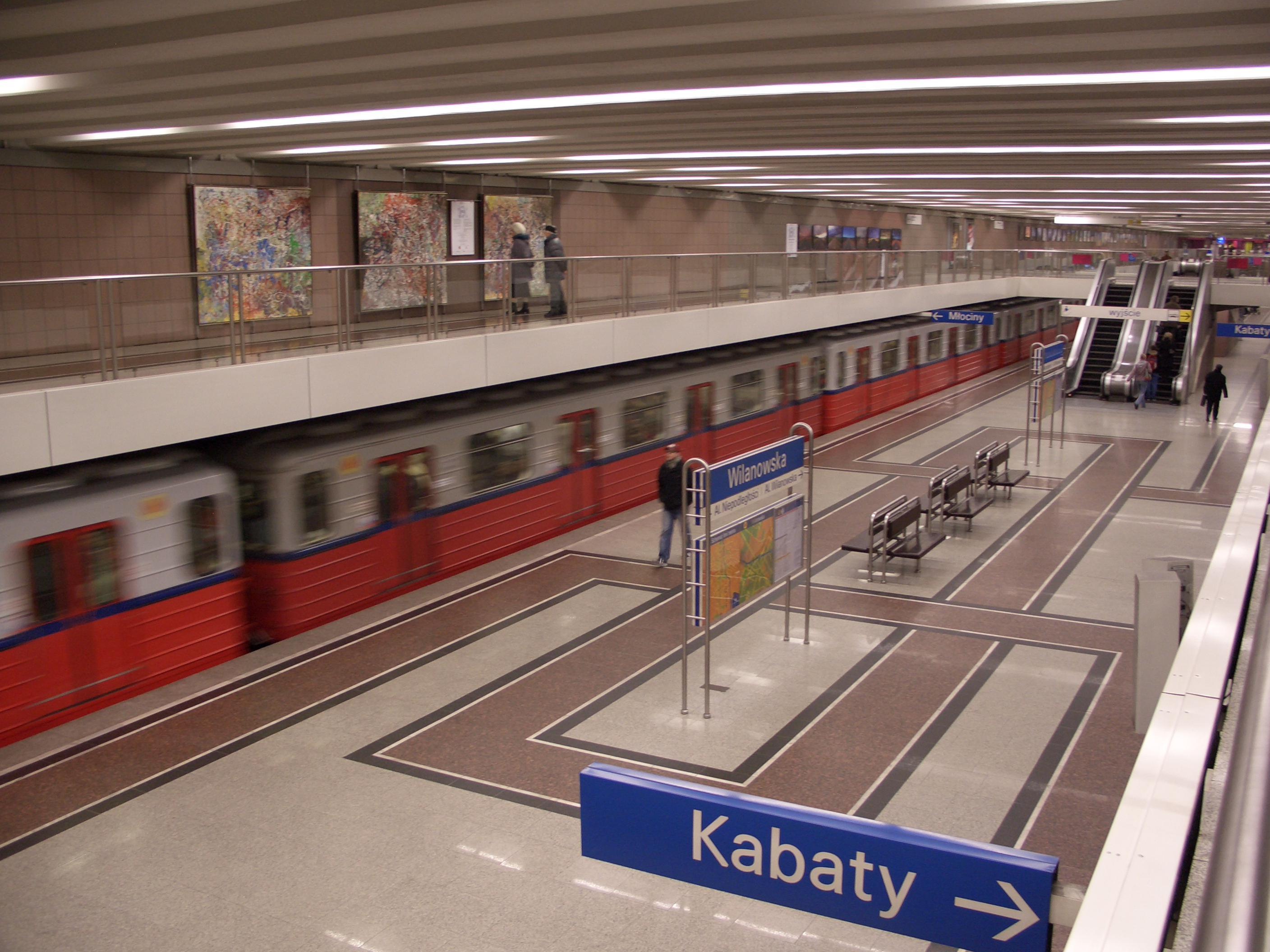
Wilanowska
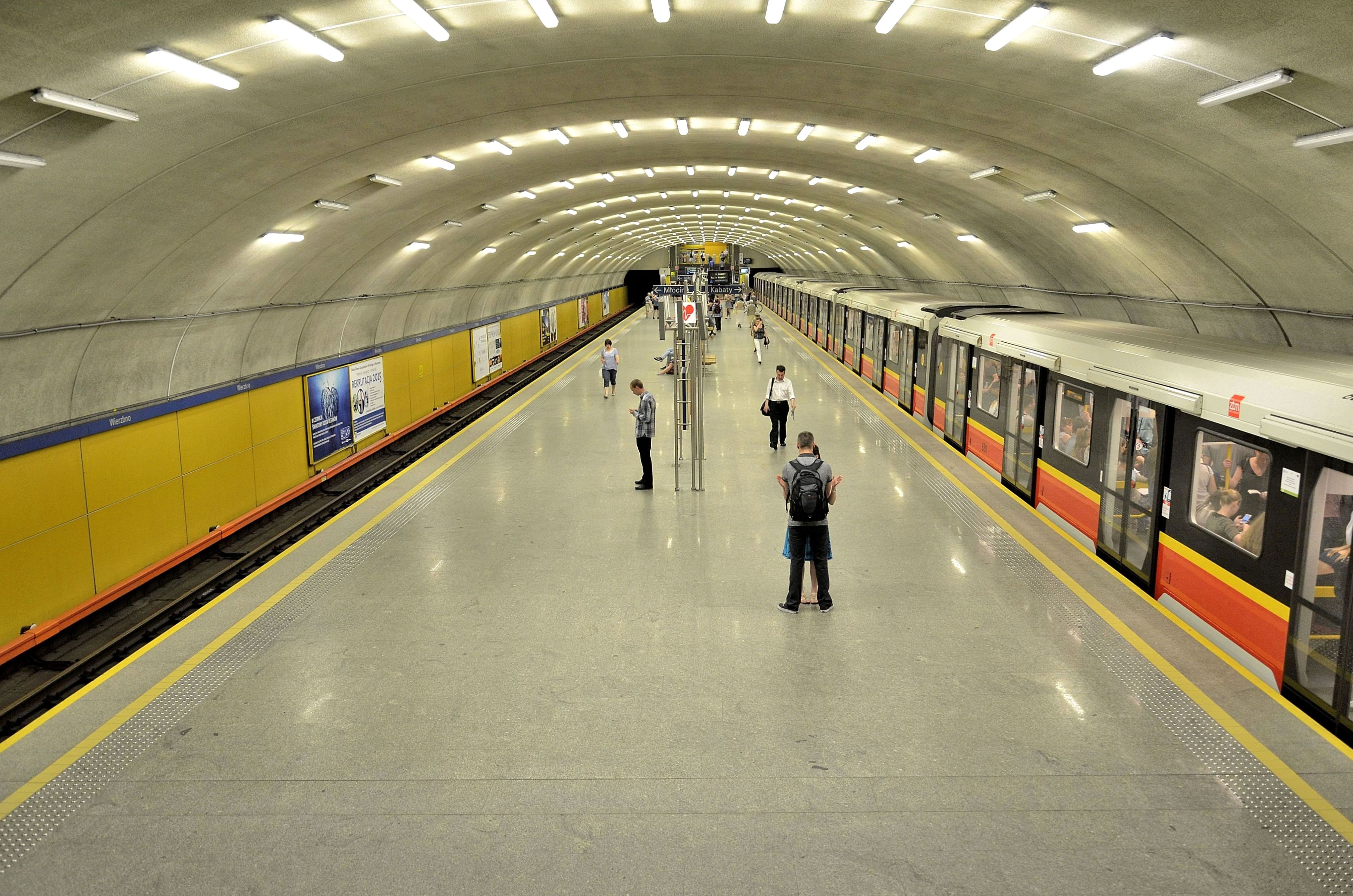
Wierzbno
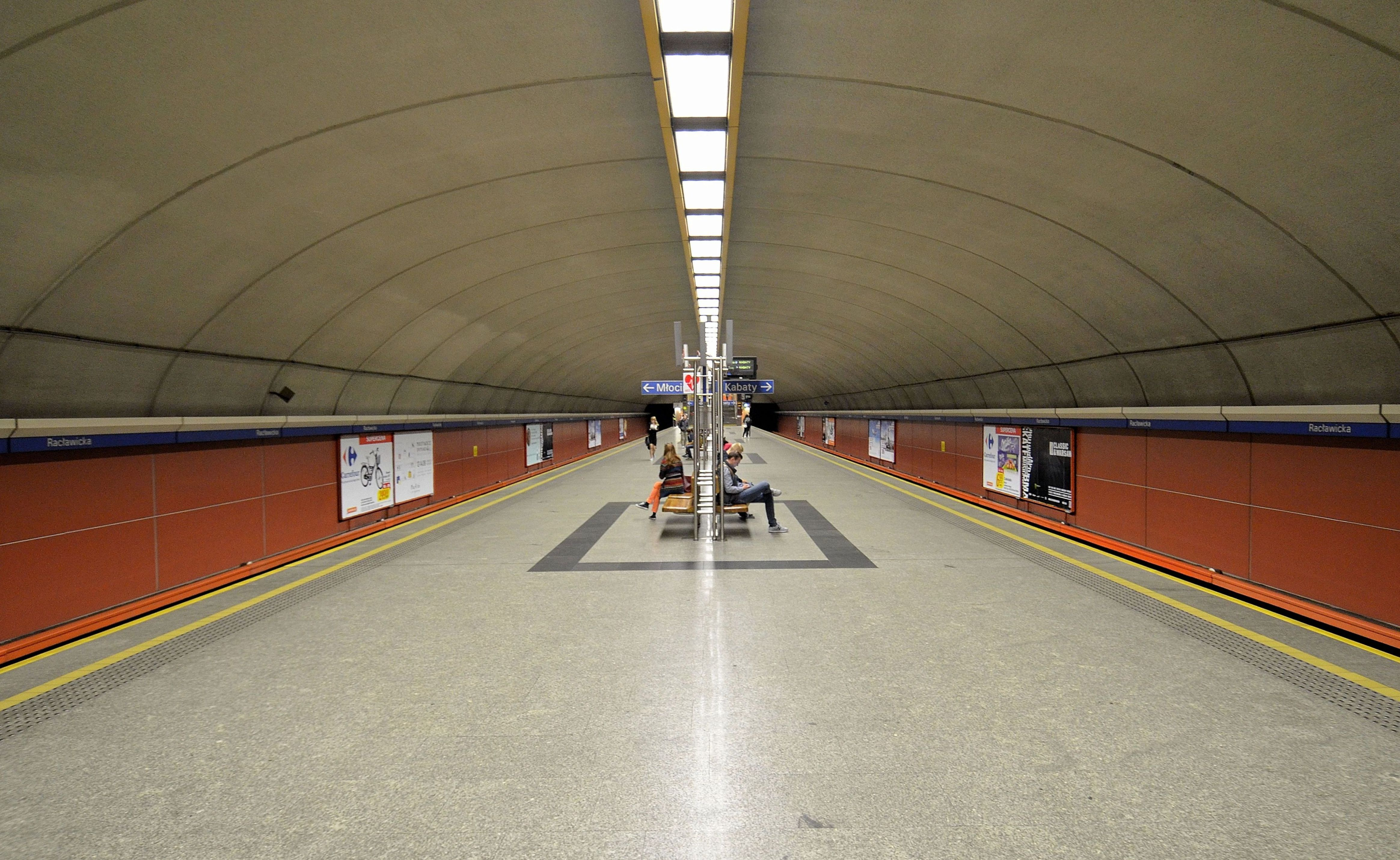
Racławicka
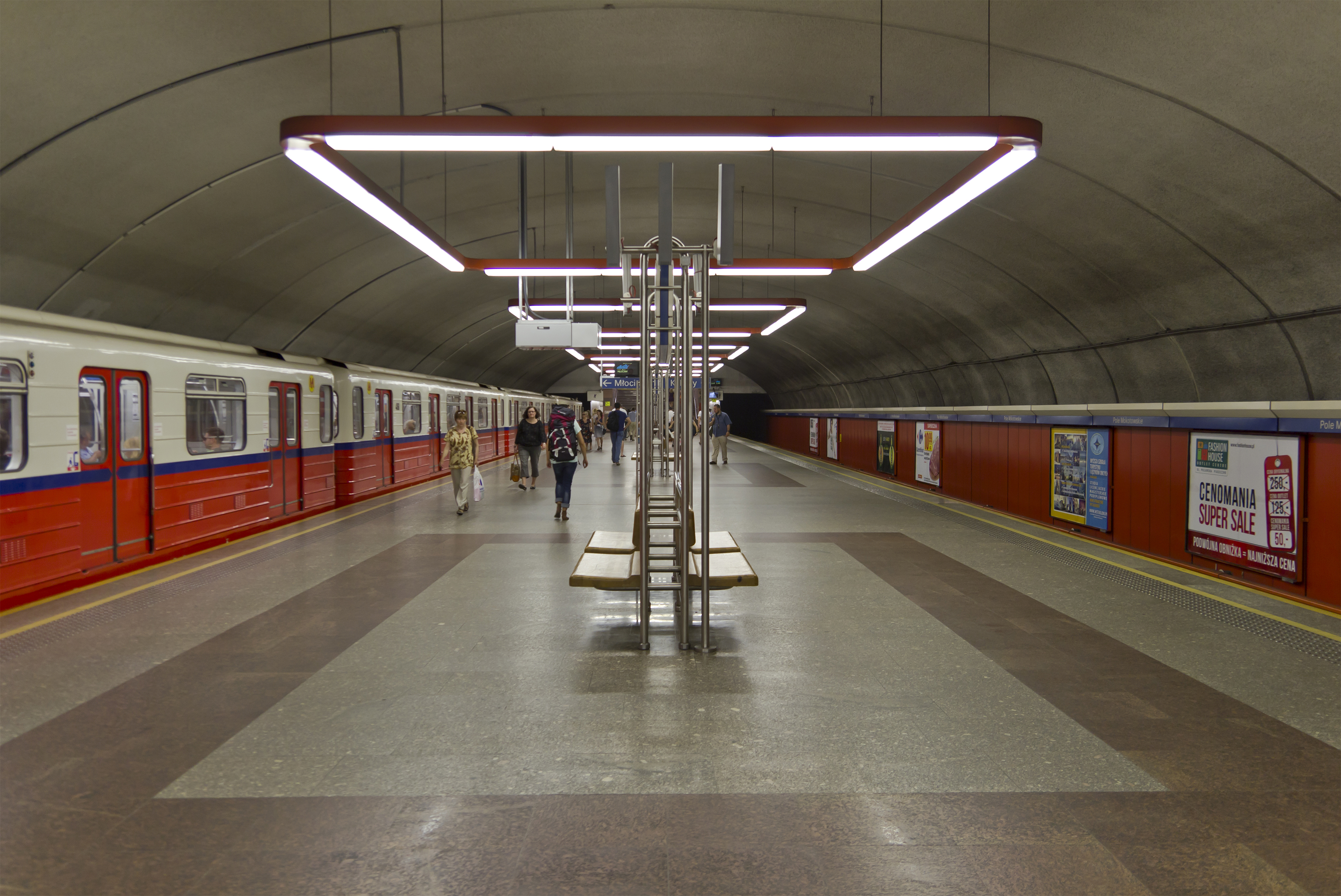
Pole Mokotowskie
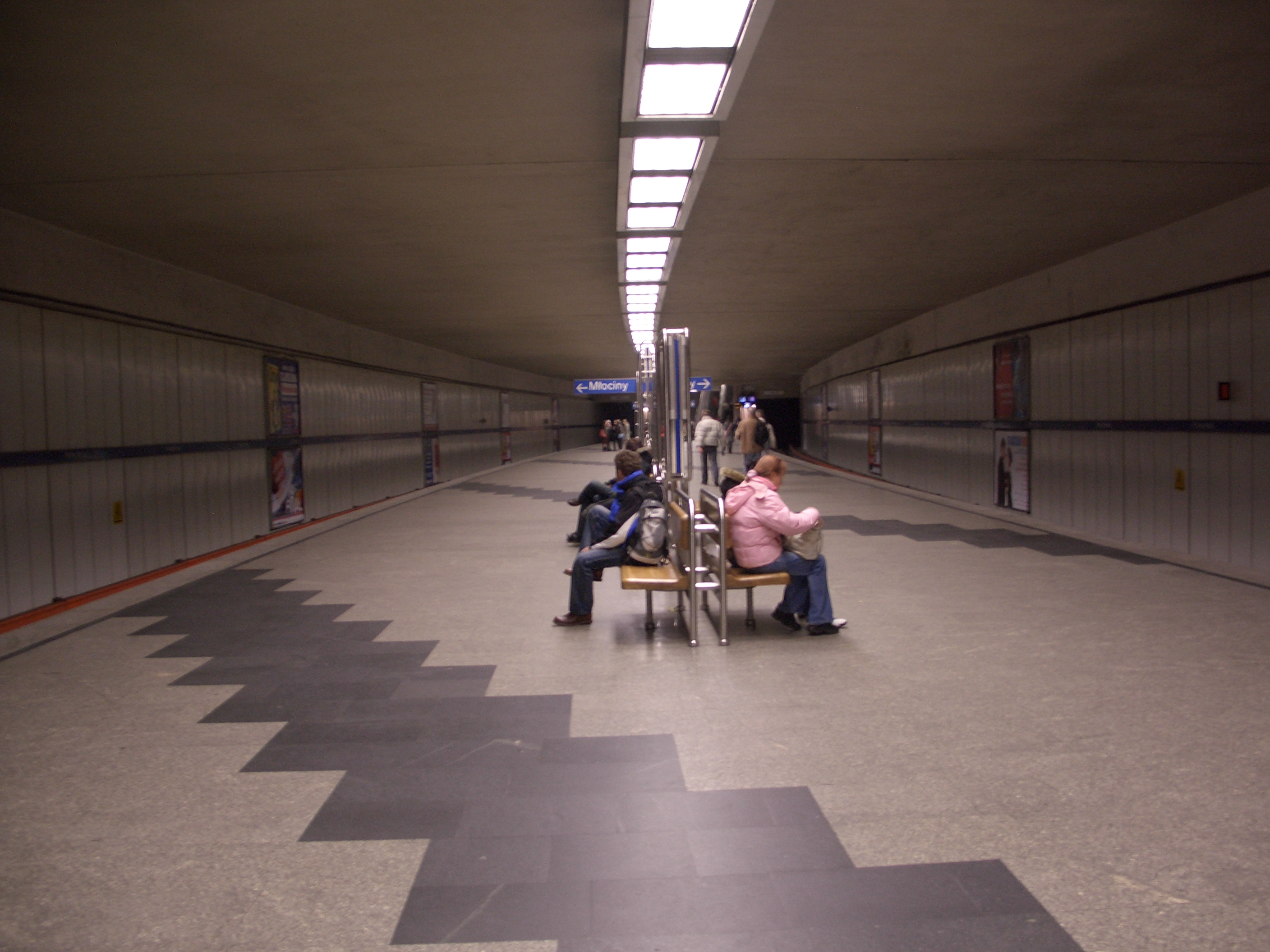
Politechnika
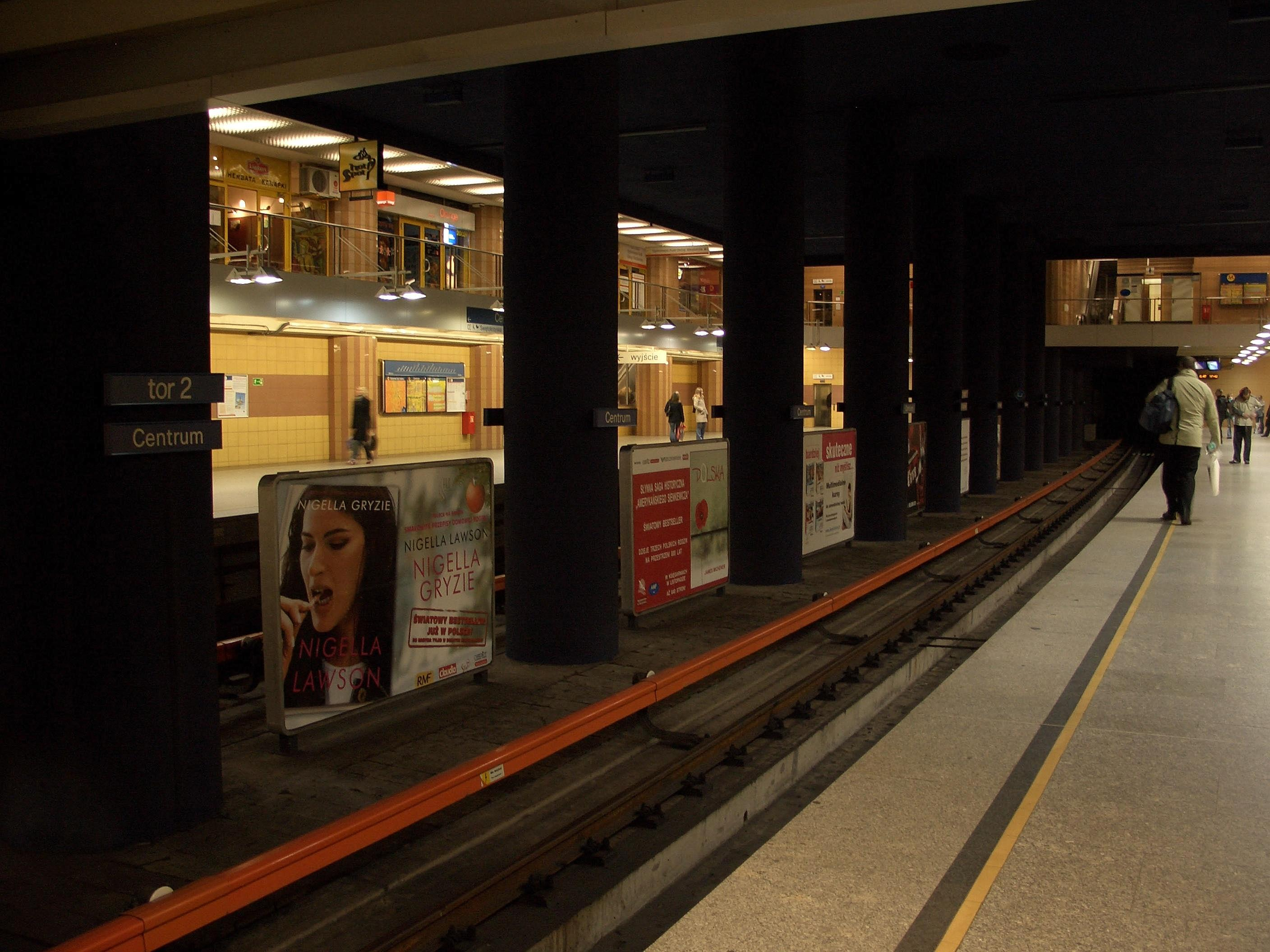
Centrum
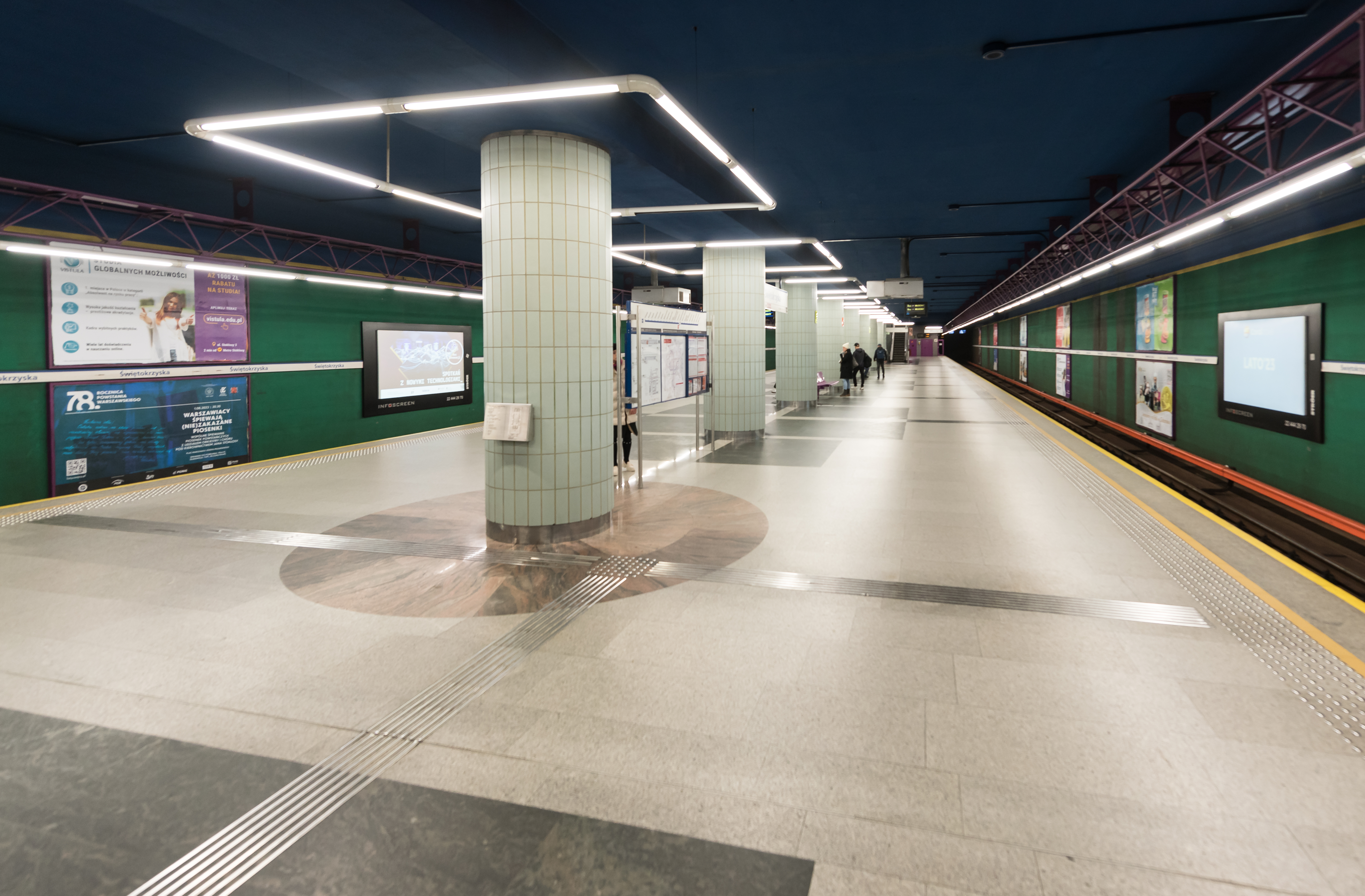
Świętokrzyska
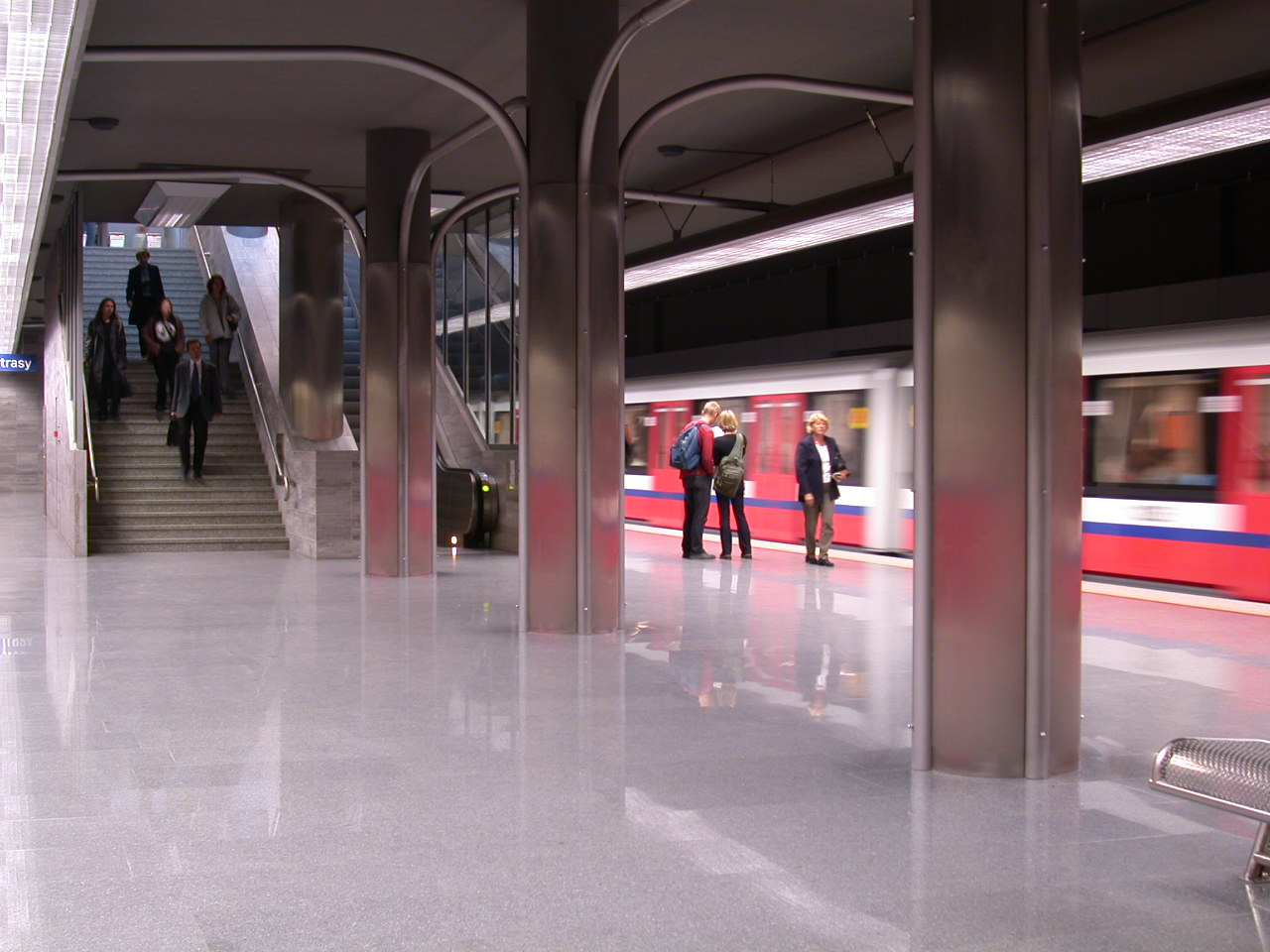
Ratusz Arsenał
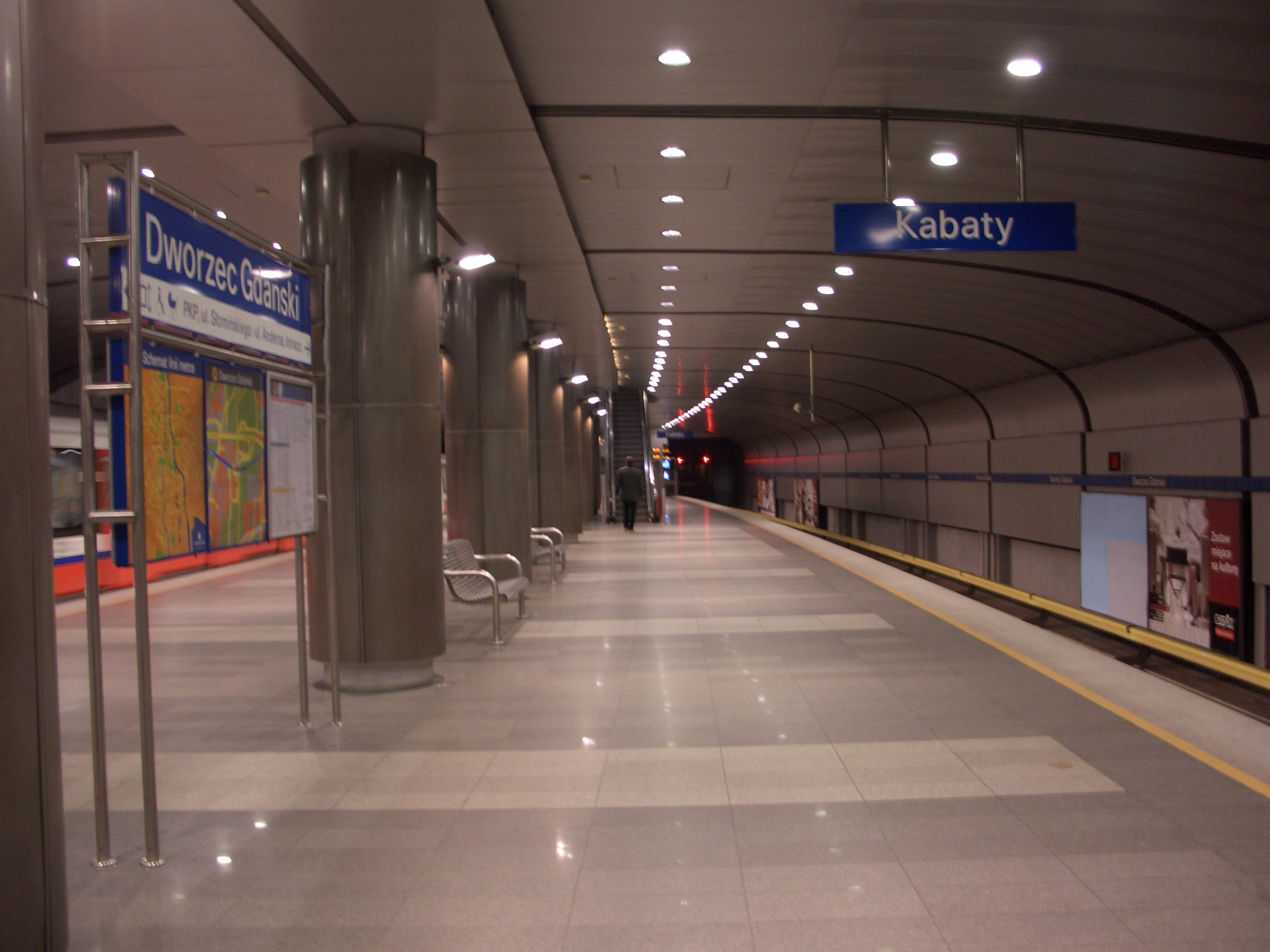
Dworzec Gdański
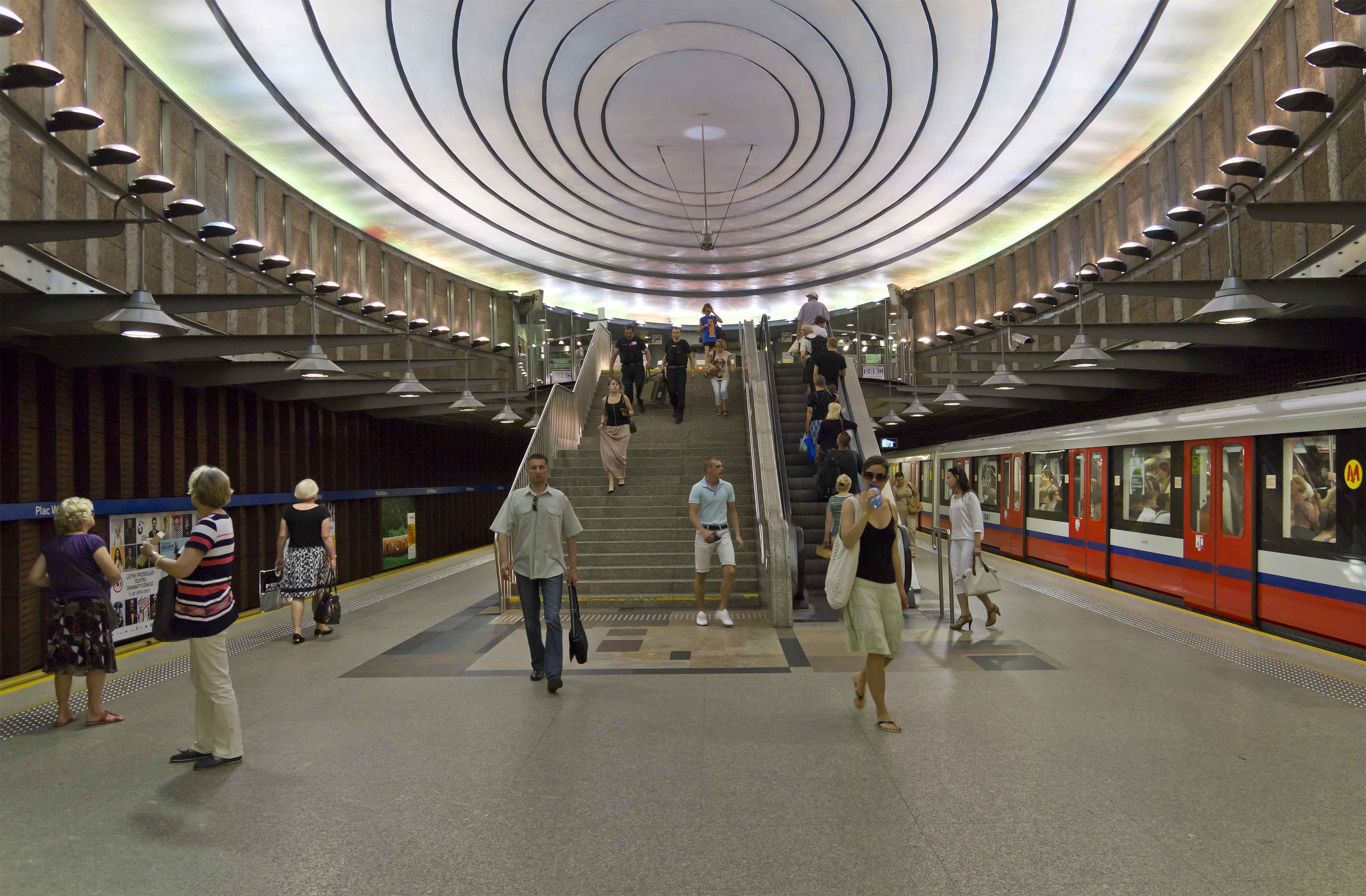
Plac Wilsona
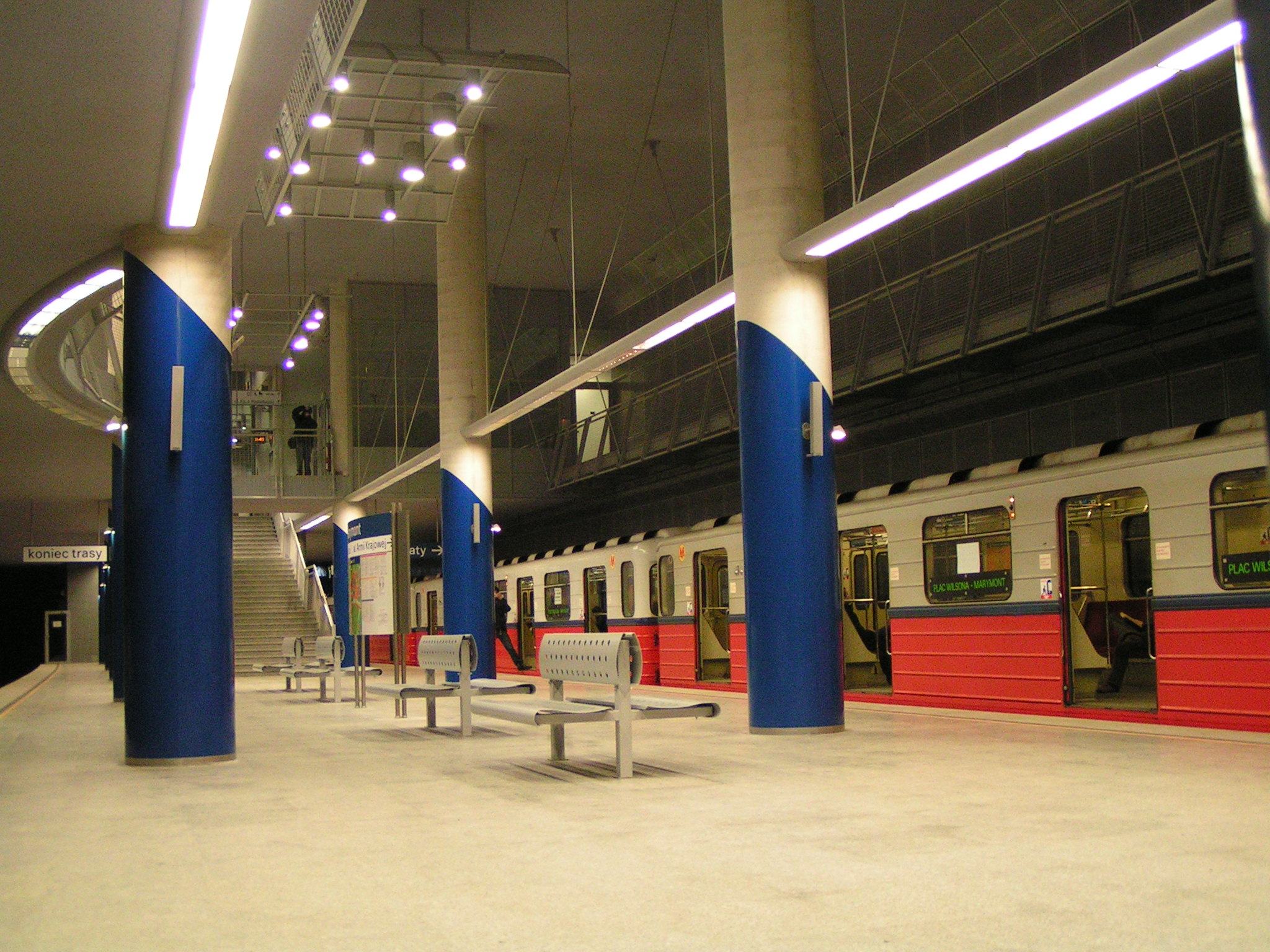
Marymont
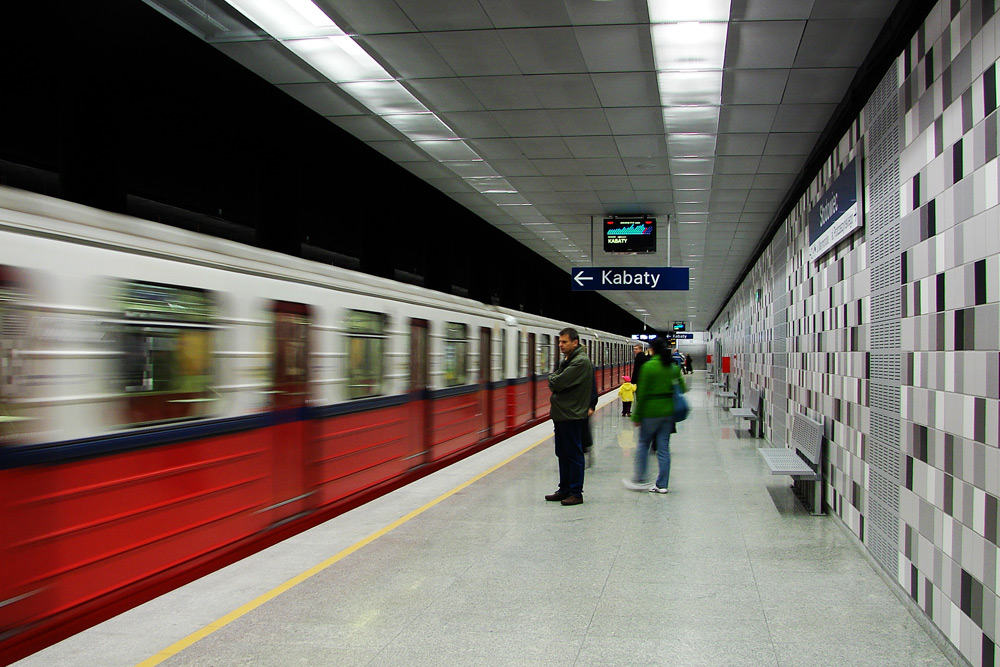
Słodowiec
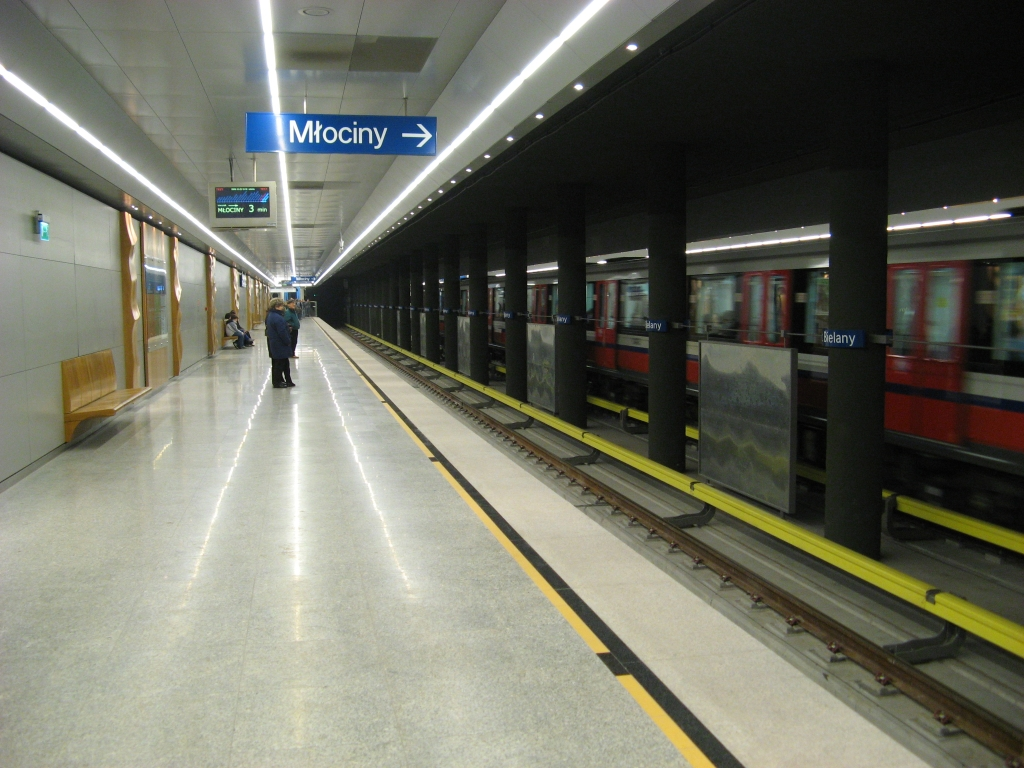
Stare Bielany
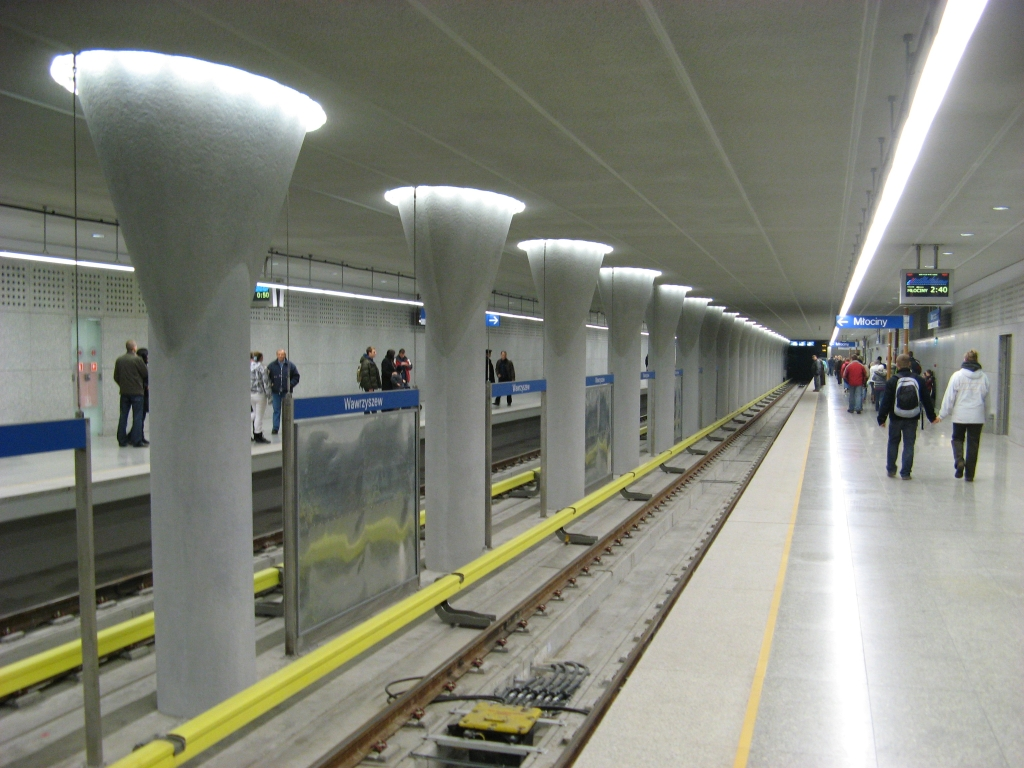
Wawrzyszew
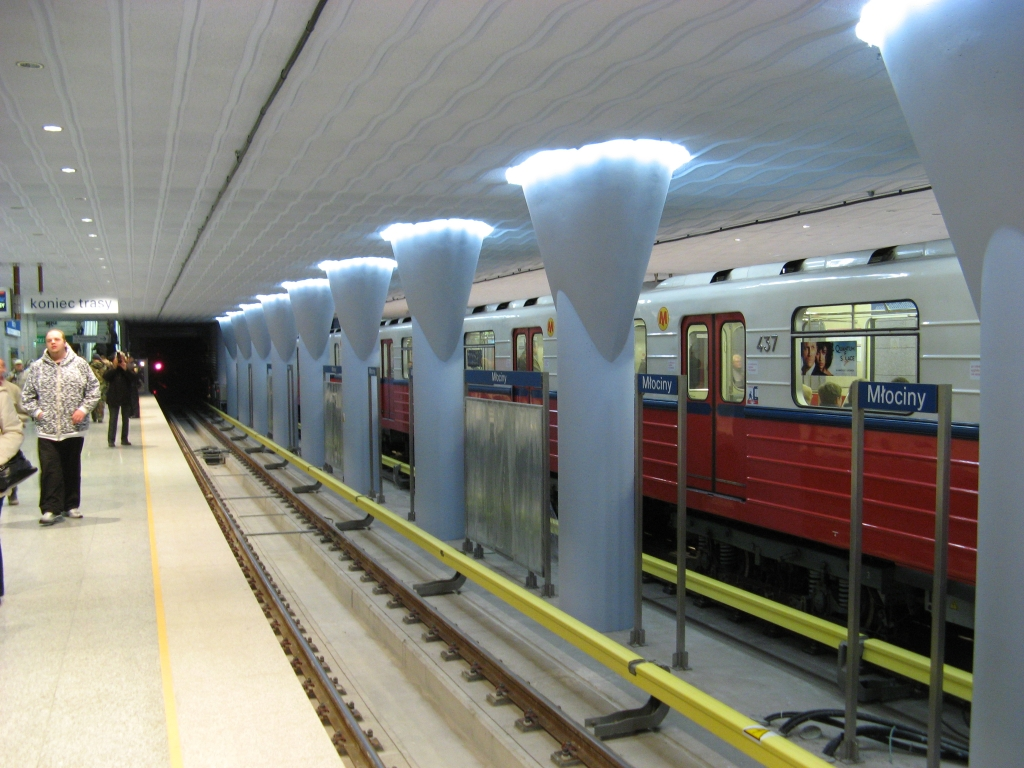
Młociny